# 1191 en santé et médecine
| Années de la santé et de la médecine : 1188 - 1189 - 1190 - 1191 - 1192 - 1193 - 1194    |
| Décennies de la santé et de la médecine : 1160 - 1170 - 1180 - 1190 - 1200 - 1210 - 1220 |

Cet article présente les faits marquants de l'année 1191 en santé et médecine.

## Fondations
- Sava Nemanjic pourvoit le monastère de Hilandar, qu'il fonde sur le Mont Athos, d'un hôpital auquel Uros IV, roi de  Serbie, fera construire une annexe en 1340[1].
- Fondation probable, à Saint-Léonard-de-Noblat dans le comté de la  Marche, d'un hôtel-Dieu dont l'existence sera attestée en 1250[2].
- Un hôpital anglais, actif dans le camp des croisés pendant le siège d'Acre, est installé intra-muros après la chute de la ville, premier établissement de l'ordre hospitalier de Saint-Thomas de Cantorbéry (Hospitaliers of St. Thomas of Canterbury at Acre) qui, en 1236, sera officiellement refondé comme ordre militaire par Pierre des Roches, évêque de Winchester[3].
- Un hôpital est attesté à Pézenas, en Languedoc, établissement réuni en 1516 à la maladrerie et aux deux maisons de charité pour former un « hôpital des pauvres », reconstruit en 1627 sous le nom d'hôpital Saint-Jacques, et qui restera en activité jusqu'au XXe siècle[4].

## Événement
- D'après l'Historia Anglorum de Matthieu Paris, Jean de Saint-Albans, « pendant l'été, en Terre sainte, guérit Philippe-Auguste de la peste[5] ».

## Personnalités
- Fl. Bertrand, médecin à Montpellier[6].
- Fl. Jean et Jean, tous deux médecins et moines, l'un de l'abbaye de Reigny en Bourgogne, et l'autre de celle de Bonnecombe au diocèse de Rodez[6].

## Décès
- Avril : Muwaffaq al-Din ibn al-Muṭran (né à une date inconnue), médecin de Saladin[7].
- Abbon (né à une date inconnue), prêtre, chanoine, docteur en médecine à Auxerre, en Bourgogne, dans le testament duquel figurent « non seulement des livres de médecine, mais aussi des ustensiles de pharmacie[6] ».